# فالنتين فارنيكوف
ڤالنتين إيڤانوڤيتش ڤارينيكوف ( الروسية: Валентин Иванович Варенников ) (15 ديسمبر 1923 - 6 مايو 2009)  كان جنرالًا وسياسيًا في الجيش السوفيتي ثم الروسي، اشتهر بكونه أحد المخططين والقادة في الحرب السوفيتية الأفغانية ، بالإضافة إلى كونه أحد المحرضين على محاولة الانقلاب السوفيتي عام 1991م لإنقاذ الاتحاد السوڤيتي.

## حياته المبكرة
وُلِد ڤالنتين ڤارينيكوف لعائلة قوزاقية فقيرة في كراسنودار في روسيا. والده ، الذي قاتل في الحرب الأهلية الروسية، تخرج من معهد موسكو الصناعي وكان مديرًا. توفيت والدته عام ١٩٣٠م وهو في السابعة من عمره. في عام ١٩٣٨م، عاش ڤارينيكوف في أرمافير ، حيث تخرج من المدرسة الثانوية عام ١٩٤١م. 

## المسيرة العسكرية

### الحرب العالمية الثانية
في أغسطس 1941، تم تجنيد ڤارينيكوف (19 عاماً) في الجيش الأحمر والتحق بمدرسة المشاة في تشيركاسك التي نُقلت لسفيردلوفسك بعد الغزو الألماني. تخرج بتسريع عام 1942م وعُين قائد فصيلة تدريبية، ثم انتقل إلى جبهة ستالينچراد أكتوبر 1942م كقائد فصيلة هاون في الفرقة 138 للمشاة، حيث قاتل 79 يوماً متواصلاً في معركة ستالينچراد التاريخية.
أصيب يناير 1943م، وعاد بعدها ليقود بطارية هاون في الفوج 100 بالفرقة 35 الحرس، مشاركاً في معركة دنيبر وتحرير بيلاروسيا وبولندا. أصيب بجروح خطيرة أغسطس 1944م أثناء قتاله لتأمين رأس جسر على نهر فيستولا، وبعد 4 أشهر علاج عاد للمشاركة في الجبهة.
بحلول مارس 1945م، أصبح رئيس مدفعية الفوج 101 وقاد وحدته في معركة برلين حتى الاستيلاء على الرايخستاچ. أنهى الحرب برتبة نقيب بعد 3 إصابات و4 أوسمة، وكان من قادة موكب النصر بموسكو حيث تسلم راية النصر كرئيس حرس الشرف.

### ما بعد الحرب
بقي فارنيكوف في ألمانيا الشرقية كضابط في القوات السوفييتية، حيث ظل متمركزًا هناك حتى عام 1950م.
بعد تخرجه من أكاديمية فرونزي العسكرية عام 1954م وأكاديمية الأركان العامة لاحقاً، شغل ڤالنتين ڤارينيكوف عِدة مناصب قيادية رفيعة حيث بدأ كنائب قائد فرقة مشاة آلية عام 1960م، ثم قاد الفرقة 54 للمشاة الآلية في مقاطعة لينينچراد العسكرية (1962-1966م) والتي تم تصنيفها كواحدة من أفضل ست فرق في القوات البرية السوفيتية. بعد دراسته في أكاديمية الأركان العامة (1965)، تولى قيادة الفيلق 26 (1967-1969م)، ثم الجيش الثالث الصاعق (1969) قبل أن يصبح نائباً أول لقائد مجموعة القوات السوفيتية في ألمانيا (1971م). عُين قائداً للمنطقة العسكرية الكارباتية (1973م) ثم رئيساً لمديرية العمليات الرئيسية ونائباً أول لرئيس الأركان العامة (1979-1984م). لعب دوراً محورياً في أنغولا خلال الحرب الأهلية (1984-1985م) حيث دعا إلى مشاركة أكثر فعالية للمستشارين العسكريين السوفييت، كما نظم الاستجابة العسكرية لكارثة تشيرنوبيل (1986م). أشرف على انسحاب القوات السوفيتية من أفغانستان (1988-1989) وحصل على لقب بطل الاتحاد السوفيتي لقيادته الناجحة لعملية «ماچيسترال». اختتم مسيرته كقائد أعلى للقوات البرية ونائب لوزير الدفاع عام 1989.

## المشاركة في انقلاب أغسطس
في عام ١٩٩١م، خلال محاولة الانقلاب في أغسطس/آب، انضم إلى القوى المعارضة للزعيم السوفيتي ميخائيل غورباتشوف وتفكك الاتحاد السوفيتي. بعد فشل الانقلاب، أُلقي القبض على ڤارينيكوف وحُكم بتهمة الخيانة مع مدبري انقلاب آخرين. برّأته المحكمة العليا الروسية عام ١٩٩٤م، حيث خلصت إلى أنه لم يفعل سوى تنفيذ الأوامر، وأنه تصرف «لصالح الحفاظ على بلاده فقط».  وكان العضو الوحيد من بين مجموعة المتهمين بالمؤامرة الذي رفض عفو خاص.

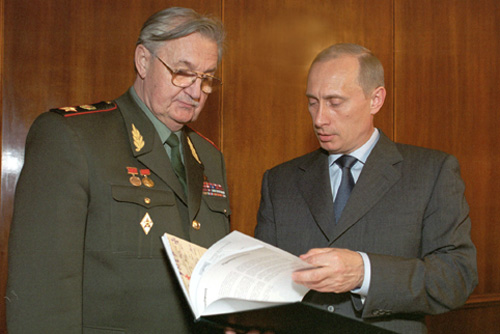
ڤارينيكوف مع فلاديمير بوتين ، 11 أبريل 2002م.